# Peropteryx
Peropteryx is een geslacht van zoogdieren uit de familie van de schedestaartvleermuizen (Emballonuridae). De wetenschappelijke naam van het geslacht werd in 1867 gepubliceerd door Wilhelm Peters.

## Soorten
Er worden 5 soorten in dit geslacht geplaatst:
- Peropteryx kappleri Peters, 1867
- Peropteryx leucoptera Peters, 1867
- Peropteryx macrotis (J. A. Wagner, 1843)
- Peropteryx pallidoptera B. K. Lim, Engstrom, F. A. Reid, Simmons, Voss, & Fleck, 2010
- Peropteryx trinitatis G. S. Miller, 1899